# Stenamma nanozoi
Stenamma nanozoi (лат.) — вид мелких муравьёв рода Stenamma из подсемейства Myrmicinae (Formicidae). Центральная Америка: Гондурас.

## Описание
Мелкие муравьи, длина около 3 мм. Общая окраска тела красно-коричневого или тёмно-коричневого цвета, ноги и усики жёлто-коричневые. Длина головы рабочего (HL) 0,56—0,63 мм (ширина головы, HW — 0,49—0,56 мм). Длина скапуса усиков рабочего (SL) — 0,48—0,53 мм. Головной индекс (CI=HW/HL × 100) — 87—92, Индекс скапуса (SI=SL/HW × 100.) — 90—99. Усики 12-члениковые (булава из 4 сегментов). Глаза мелкие (до 5 омматидиев в самой широкой линии) расположены в переднебоковых частях головы. Жвалы с 6 зубцами. Клипеус в передней части с 2—4 мелкими тупыми выступами — зубцами. Стебелёк между грудкой и брюшком состоит из двух сегментов (петиоль + постпетиоль). В основном обитатель низинных влажных лесов, большинство особей найдены на высоте от 0 до 600 м над уровнем моря. Однако несколько экземпляров были собраны в горном лесу Ликикамбар в Селаке в Гондурасе на высоте 1500–1600 метров. Все коллекции были сделаны из просеянной листовой подстилки. Вид сходен с таксонами Stenamma nonotch, Stenamma saenzae, Stenamma sandinista, Stenamma schmidti, но его можно отличить от аналогичных форм по мелкому размеру, утолщенным брюшным щетинкам и ДНК. Вид был впервые описан в 2013 году американским мирмекологом Майклом Бранштеттером (Michael G. Branstetter; Department of Entomology, Калифорнийский университет в Дэвисе и Национальный музей естественной истории, Смитсоновский институт, Вашингтон, DC, США).